# 123 Брюнхільда
123 Брюнхільда (123 Brunhild) — астероїд головного поясу, відкритий 31 липня 1872 року.